# リチャード・シェファード
リチャード・"ディック"・シェファード（Richard "Dick" Shepherd, 1927年6月4日 - 2014年1月14日）は、アメリカ合衆国の映画プロデューサーである。

## 生涯
リチャード・アレン・シルバーマン（Born Richard Allen Silberman）は1927年にミズーリ州カンザスシティで生まれ、スタンフォード大学に通ってジャーナリズムを学んだ。卒業後はタレント・エージェントのルー・ワッサーマンの下で働いた。1950年代初頭、業界内でユダヤ系追放の動きが強まると彼はシェファードという姓に変更した。ワッサーマンに雇われていた頃、シェファードはアメリカ陸軍に入り、第二次世界大戦後の『星条旗新聞』についての話を書いた。その後1970年にワーナー・ブラザース、1976年にメトロ・ゴールドウィン・メイヤーで働き、さらに自分のエージェンシーであるアーティスツ・エージェンシーを設立した。
プロデューサーを務めた作品には『ティファニーで朝食を』（1961年）などがある。

### 私生活
1954年から1968年までジュディス・メイヤー・ゲッツと結婚しており、3人の子供をもうけた。1979年にはパトリシアと再婚し、息子を1人もうけた。2014年1月14日、カリフォルニア州ロサンゼルスの自宅で腎不全により86歳で亡くなった。

## フィルモグラフィ
- 縛り首の木 The Hanging Tree (1959) 製作
- 蛇皮の服を着た男 The Fugitive Kind (1960) 製作
- 金魚鉢の中の恋 Love in a Goldfish Bowl (1961) 製作
- ティファニーで朝食を Breakfast at Tiffany's (1961) 製作
- ロビンとマリアン Robin and Marian  (1976) 製作総指揮
- Alex and the Gypsy (1976) 製作
- ハンガー The Hunger (1983) 製作
- ピース・フォース Volunteers (1985) 製作